# Mauricio Ardila
Mauricio Alberto Ardila Cano (* 21. Mai 1979 in Yarumal) ist ein ehemaliger kolumbianischer Radsportler.

## Sportlicher Werdegang
Ardila erhielt seinen ersten Vertrag bei einem internationalen Radsportteam bei Marlux-Ville de Charleroi. Er gewann für diese Mannschaft Etappen der Tour de l’Avenir, der Schweden-Rundfahrt sowie der Tour of Britain 2004, bei der er mit dem Gewinn der Gesamtwertung den größten Erfolg seiner Karriere erzielte. 2004 startete er bei den Panamerikanischen Meisterschaften im Straßenrennen und im Einzelzeitfahren. 2005 wechselte der Kolumbianer zum UCI ProTeam Davitamon-Lotto und gewann bei der Niedersachsen-Rundfahrt eine Etappe sowie die Bergwertung. Außerdem wurde er Achter der Vuelta a España 2005. 
Von 2006 bis 2010 fuhr Ardila für das ProTeam Rabobank und 2011 für das ProTeam Geox-TMC. Er nahm von 2004 bis 2011 achtmal in Folge am Giro d’Italia teil, wobei der 15. Platz 2010 sein bestes Resultat in der Gesamtwertung dieser Rundfahrt war. Zählbare Erfolge gelangen ihm in seiner Zeit als Radprofi nicht.
2012 kehrte Ardila nach Kolumbien zurück, wo er noch bis 2017 für verschiedene kolumbianische Teams an Rennen teilnahm. Im Zuge der Dopingermittlungen der Staatsanwaltschaft von Padua geriet er Ende 2014 in den Verdacht, Kunde des umstrittenen Sportmediziners Michele Ferrari gewesen zu sein. Eine Sanktionierung erfolgte jedoch nicht. Nach der Saison 2017 beendete er im Alter von 38 Jahren seine Karriere als Radrennfahrer.

## Familie
Mauricio Ardila ist ein Vetter des ehemaligen Radrennfahrers Alex Cano.

## Erfolge
2002
- eine Etappe Tour de l’Avenir
- eine Etappe Schweden-Rundfahrt

2004
- Gesamtwertung und zwei Etappen Tour of Britain

2005
- eine Etappe und Bergwertung Niedersachsen-Rundfahrt

2012
- Mannschaftszeitfahren Vuelta a Bolivia

## Grand-Tour-Platzierungen
| Grand Tour            | 2004 | 2005 | 2006 | 2007 | 2008 | 2009 | 2010 | 2011 |
| --------------------- | ---- | ---- | ---- | ---- | ---- | ---- | ---- | ---- |
| Giro d’ItaliaGiro     | 31   | 27   | 98   | 67   | 115  | 41   | 15   | 122  |
| Tour de FranceTour    | –    | –    | –    | –    | –    | –    | –    | –    |
| Vuelta a EspañaVuelta | –    | 8    | 67   | 67   | 139  | –    | 120  | DNF  |